# Troxochrota
Troxochrota Kulczyński, 1894 è un genere di ragni appartenente alla famiglia Linyphiidae.

## Distribuzione
Le due specie oggi attribuite a questo genere sono state reperite in alcune località della regione paleartica.

## Tassonomia
Dal 1979 non sono stati esaminati esemplari di questo genere.
A giugno 2012, si compone di due specie:
- Troxochrota kashmirica (Caporiacco, 1935) — Kashmir
- Troxochrota scabra Kulczyński, 1894[3] — Europa, Russia

### Sinonimi
- Troxochrota pectinata (Tullgren, 1955); esemplare trasferito dal genere Ceratinops Banks, 1905 e posto in sinonimia con T. scabra Kulczynski, 1894, a seguito di un lavoro degli aracnologi Lehtinen, Koponen & Saaristo del 1979[1].